# Stan Bolovan
Stan Bolovan este un personaj și un basm cult românesc scris de Ioan Slavici, publicat in revista Convorbiri Literare in 1875.

## Povestea
Într-o zi veniră la el Domnul Iisus Cristos și Sfântul Petru, pe care acesta i-a primit cu bucurie și i-a servit cu ce au dorit. La plecare, Dumnezeu, s-a oferit să îi îndeplinească 3 dorințe, Stan alegând la fiecare dintre ele să aibă copii, astfel acesta alegându-se cu 100 de copii.
Stan si sotia lui nu aveau ce să le dea de mâncare copiilor așa că au luat decizia ca el sa plece în lume încercând să facă rost de hrană, în cele din urmă găsind de lucru de lucru la niște zmei care îl răsplăteau cu 7 saci plini cu galbeni dacă le îndeplinea 3 sarcini.
Prima sarcină a fost să arunce cu un buzdugan imens. Fiind băiat isteț l-a păcălit pe zmeu că dacă îl arunca lovește luna și nu este bine fiindcă buzduganul era moștenit însăși de la bunicul zmeului.
A doua sarcină a fost să aduca 12 piei de boi pline cu apă care abia le putea căra până la fântâna aflată departe de casa zmeilor și a reușit să-l păcălească din nou pe zmeu.
A treia sarcină a fost să taie lemne dintr-o padure după care să le aducă acasă, păcălindu-l din nou pe zmeu să facă treaba în locul lui.
La sfârșit zmeilor nu le convenea să îi dea lui Stan galbenii și au vrut să-l omoare dar acesta i-a păcălit din nou.
Când să ducă acasă sacii cu galbeni a păcălit un zmeu să îi ducă acasă galbenii și acesta a avut o viață minunată cu copii săi.